# Řezový procesor
Řezový procesor (anglicky bit slicing, doslova „krájení bitů“) je způsob vytvoření centrální procesorové jednotky z modulů, které realizují procesorové funkce na části slova. Každý z těchto modulů zpracovává jednu část bitového slova neboli bitové pole z operandu. Jsou-li náležitě seskupeny, jsou tyto moduly schopny zpracovat „plné“ bitové slovo (dané šířkou datové sběrnice) nebo obecně libovolně dlouhé bitové slovo. Procesory založené na této technice se většinou skládají z 1, 2, 4 nebo 8bitové aritmeticko-logické jednotky (ALU) a kontrolních signálů (vnitřní signály přenosu, přetečení, znaménka, …).

## Vývoj
Během éry této techniky (zejm. na přelomu 70. a 80. let) byla technologie křemíkových čipů mnohem dražší než je dnes a byly běžné debaty o tom, jak velká šířka sběrnic je nezbytná v tom kterém počítači. Použití více jednodušších a levnějších ALU bylo chápáno jako způsob zvýšení počítačového výkonu lukrativním způsobem. Diskutovalo se o 32bitových architekturách, ale jen málo se jich skutečně vyrábělo. 16bitové procesory byly běžné ale drahé, 8bitové procesory jako třeba Zilog Z80 stály na vzestupu domácích počítačů. Kombinace komponent k výrobě produktů touto technikou umožnila technikům a studentům vytvořit výkonnější a komplexnější počítače za rozumnější náklady, s použitím marginálních součástek, které mohly být konfigurovány. Složitost vytváření nové architektury počítačů se však velmi zredukovala, poté, co byly specifikovány detaily aritmeticko-logických jednotek. Postupem času, kdy do průmyslu výroby čipů bylo investováno více kapitálu, přestal být tak velký problém vyrábět procesory se všemi integrovanými obvody atd. ve společném jádru. Technika bit slicing tím ubrala na významu.